# Vurig blaaskaakje
Het vurig blaaskaakje (Myopa dorsalis) is een vliegensoort uit de familie van de blaaskopvliegen (Conopidae). De wetenschappelijke naam van de soort is voor het eerst geldig gepubliceerd in 1794 door Fabricius.